# Jubelina
A Jubelina a Malpighiales rendjébe és a malpighicserjefélék (Malpighiaceae) családjába tartozó nemzetség.

## Rendszerezés
A nemzetségbe az alábbi 6 faj tartozik:
- Jubelina grisebachiana W.R.Anderson
- Jubelina magnifica W.R.Anderson
- Jubelina riparia A. Juss.
- Jubelina rosea (Miq.) Nied.
- Jubelina uleana (Nied.) Cuatrec.
- Jubelina wilburii W.R. Anderson